# Сантуш, Алешандри Жозе Мария душ
Алешандри Жозе Мария душ Сантуш (порт. Alexandre José Maria dos Santos; 18 марта 1924, Завала, Мозамбик — 29 сентября 2021, Мапуту, Мозамбик) — мозамбикский кардинал, францисканец. Архиепископ Мапуту с 23 декабря 1974 по 22 февраля 2003. Кардинал-священник с титулом церкви Сан-Фруменцо-ай-Прати-Фискали с 28 июня 1988.